# Ledi-Geraru
Ledi-Geraru è un sito archeologico preistorico che si trova lungo i fiumi Ledi e Geraru, due affluenti di sinistra dell'Auasc, nella regione degli Afar in Etiopia. 

## Scavi
Le prime ricerche furono condotte tra il 1972 e il 1974. Il sito è noto soprattutto perché qui, nel 2013, fu trovata una mandibola di ominide, un fossile repertato come LD 350-1, datata 2,8 milioni di anni, che potrebbe rappresentare uno dei primi esemplari del genere Homo.
Qui sono stati ritrovati anche diversti strumenti in pietra, datati circa 2,6 milioni di anni, come anche ossa di animali, appartenute ad animali come gazzelle e giraffe, tipiche delle savane.